# Das Blättchen
Das Blättchen ist eine seit 1998 in Berlin erscheinende Zweiwochenschrift für Politik, Kunst und Wirtschaft.

## Geschichte
Die Nullnummer des Blättchens (print) erschien im Dezember 1997, ursprünglich im Verlag des Blättchens, herausgegeben vom Freundeskreis des Blättchens unter der Leitung von Jörn Schütrumpf. Das Heft Nummer 20 des 12. Jahrgangs vom 28. September 2009 war die letzte Druckausgabe.
Seit Januar 2010 wird „Das Blättchen“ online weitergeführt (bis 2011 unter Leitung von Wolfgang Sabath, seitdem in kollektiver Verantwortung, ohne ausgewiesenen Chefredakteur). 
Wegen eines Wechsels in der redaktionellen und technischen Verantwortung ging die Website am 8. November 2010 vorläufig vom Netz. Seit dem 10. Januar 2011 erfolgt die Online-Publikation wieder regelmäßig. Hinzu kommen seither bis zu vier (sporadische) Sonderausgaben pro Jahr. Die Ausgabe 3/2024 war die 700. seit der Nullnummer (print).
„Das Blättchen“ publiziert sämtliche Inhalte ohne Bezahlschranke und bietet darüber hinaus seine Ausgaben im Abonnement (kostenpflichtig) in den Formaten PDF, EPUB und  MOBI an. Einzelbeiträge aus den Blättchen-Ausgaben sind jeweils auch über das Internetportal Linksnet abrufbar.
Das Redaktionsteam besteht derzeit aus Jürgen Hauschke (Germanist), Detlef-Diethard Pries (Journalist; ehemals nd-Redakteur), und Wolfgang Schwarz (Politikwissenschaftler und Publizist), das ehemalige Mitglied Max Klein ist am 23. August 2024 im Alter von 73 Jahren verstorben.
Der Herausgeber war zunächst Heinz Jakubowski; seit seinem Ausscheiden im Jahr 2014 fungiert als solcher der Freundeskreis des Blättchens, außerdem wird der verstorbene Wolfgang Sabath angeführt.

## Profil und Autoren
Ebenso wie das Parallelblatt Ossietzky lehnte sich Das Blättchen eng an die in der Weimarer Republik erschienene Wochenzeitschrift Die Weltbühne an. Der Begriff ‚Blättchen‘ war damals der redaktionsinterne Spitzname der Zeitschrift, der von Siegfried Jacobsohn und Kurt Tucholsky gebraucht wurde. Ebenso wie das Vorbild wurde Das Blättchen (print) im DIN-A5-Format mit markantem tiefrotem Einband publiziert und verzichtet (von sehr seltenen Ausnahmen abgesehen) bis heute auf Fotos, Bilder und Grafiken.
Zu den ständigen Autoren des Blättchens gehören Edgar Benkwitz, Ulrich Busch, Erhard Crome, F.-B. Habel, Klaus Hammer, Renate Hoffmann, Mathias Iven, Mario Keßler, Eckhard Mieder, Dieter Naumann, Manfred Orlick, Jan Opal, Frank-Rainer Schurich, Wolfgang Schwarz, Reinhard Wengierek, Stephan Wohanka.
Für Das Blättchen schrieben auch: Kai Aghte, Uri Avnery, Wolfgang Brauer, Günther Drommer, Horst Grunert, Klaus Hart, Dieter B. Herrmann, André Herzberg, Heerke Hummel, Detlef Kannapin, Fritz Klein, Thomas Kuczynski, Ove Lieh, Liesel Markowski, Julia Michelis, Martin Nicklaus, Daniel Rapoport, Jochen Reinert, Wilfried Schreiber, Siegfried Schwarz, Jerry Sommer, Uwe Stelbrink, Erhard Weinholz.